# Arroio Fraile Muerto

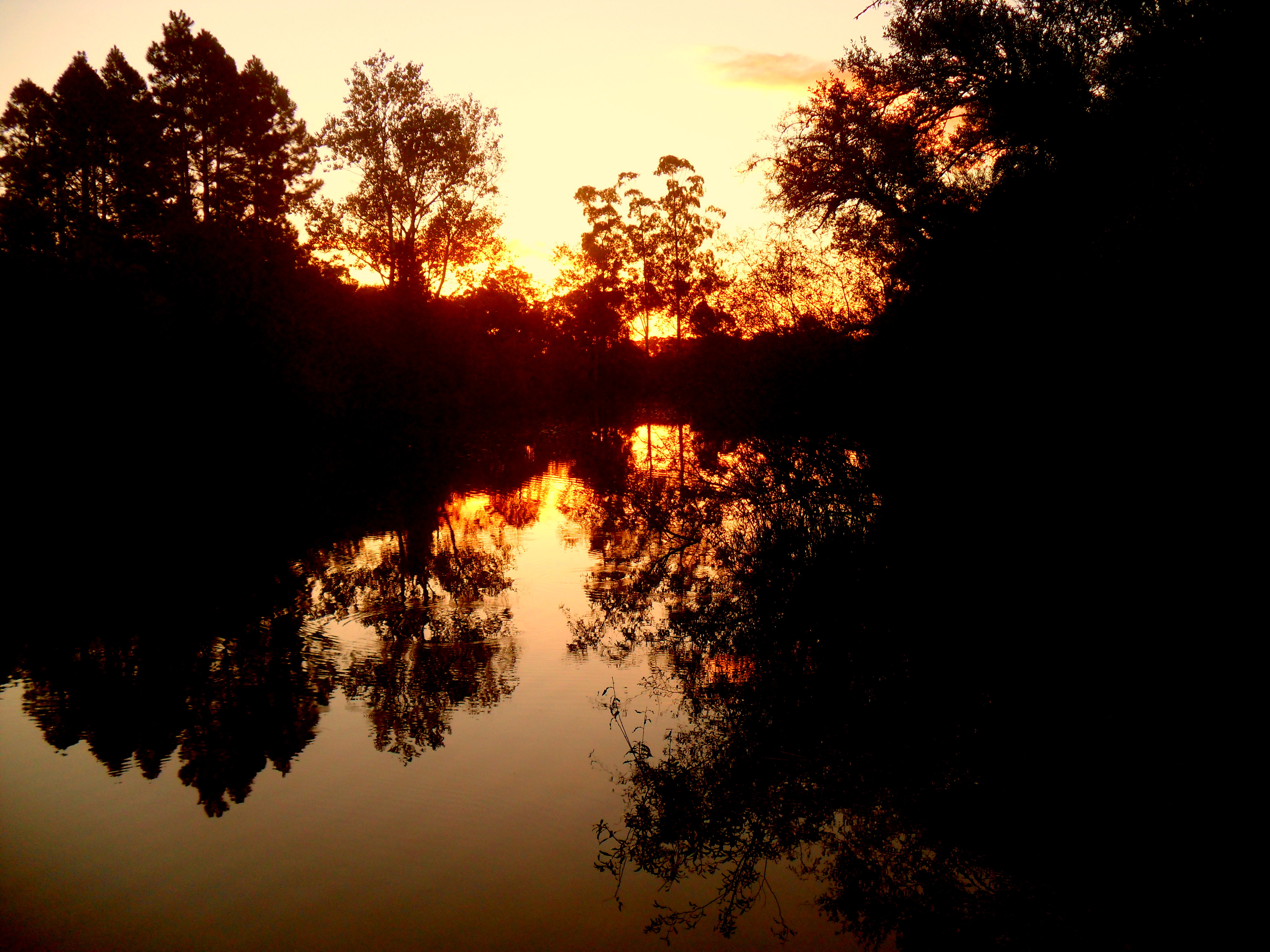
Arroio Fraile Muerto

O arroio Fraile Morto é um curso de água uruguaio que banha o departamento de Cerro Largo.
Nasce na Coxilha Grande, a sua foz é no rio Negro, depois de ter percorrido aproximadamente 100 km; a área da bacia é de 1.500 km².